# 宗正增二
宗正增二（蛇夫座σ），來自「σ Ophiuchi」的拉丁化，是在天球赤道星座蛇夫座的一顆單獨的巨大橘色恆星。它的視星等為4.31等，其亮度足以用肉眼看見微弱的光點。從地球上看，每年3.62mas的視差偏移，提供的距離估計大約900光年。它正以-28公里/秒的徑向速度靠近太陽。
這是一顆K型恆星，已經演化為巨星，其恒星分類為K2 III。維特科夫斯基（Wittkowski）等人（2017）認為它的光度為II-III，表明它位於巨星和超巨星之間的過渡區。它的質量大約是太陽的5到9倍，半徑是太陽的100倍。這顆恆星的在4,130 K的有效溫度下，從其漲大的光球發出的輻射是太陽的2,600倍。